# روبين مونتويا
روبين مونتويا (بالإسبانية: Ruben Montoya) هو لاعب كرة قدم أرجنتيني في مركز حراسة المرمى، ولد في 18 يونيو 1940 في بوينس آيرس في الأرجنتين. لعب مع نادي برشلونة.

## وصلات خارجية
- روبين مونتويا على موقع عالم كرة القدم.نت (الإنجليزية)